# Musiker.de
musiker.de ist ein freies Online-Verzeichnis für Musiker, Bands, Orchester, Vereine und Firmen der Musikbranche. Des Weiteren ist musiker.de mit zwei Musiklabels (musiker.de und Edition Red) tätig. Das Unternehmen hat seinen Sitz in Heidelberg, Baden-Württemberg.
musiker.de ist eine beim Deutschen Patent- und Markenamt eingetragene Marke.

## Online-Verzeichnis
Musikschaffende haben auf www.musiker.de die Möglichkeit, sich mit einem Eintrag der Öffentlichkeit zu präsentieren.
Musiker, Bands, Vereine und Orchester können ihrem Eintrag allgemeine Informationen, wie Kontaktdaten sowie Informationen zum musikalischen Wirken (Genre, Musikinstrumente, Veröffentlichungen und Beschreibungstexte) hinzufügen. Eine zentrale Rolle der Einträge spielen Kanäle, bei denen Musiker Verlinkungen zu bestehenden sozialen Netzwerken, Plattformen und der eigenen Website setzen können. Der Verzeichniseintrag soll als digitale Visitenkarte des Künstlers genutzt werden.
Sofern aktiviert, ist es Musikern, Bands, Vereinen und Orchestern möglich, Buchungsanfragen zu erhalten und Gesuche nach anderen Musikern für eine Band oder ein Projekt einzustellen. Die Online-Plattform ist deutschsprachig. Der Eintrag sowie die Nutzung der Website ist für Musiker, Bands, Vereine und Orchester kostenlos. Firmeneinträgen sind kostenpflichtig. musiker.de wurde erstmals 2015 öffentlich in einer Radiosendung des Bermudafunk vorgestellt.

## Musiklabel
musiker.de ist ein Independent-Label, das seit dem Jahr 2011 unter dem Labelcode LC30499 bei der Gesellschaft zur Verwertung von Leistungsschutzrechten (GVL) eingetragen ist. Das Label produziert genreübergreifend. Die bisherigen Produktionen sind in den Musikrichtungen Jazz, Blues und Rock zu finden.
musiker.de hat die Fair Digital Deals Declaration von WIN (Worldwide Independent Network) unterzeichnet. Diese Erklärung wurde über den Verband unabhängiger Tonträgerunternehmen, Musikverlage und Musikproduzenten (VUT) abgegeben. Durch die Unterzeichnung der Fair Digital Deals Declaration verpflichten sich Unternehmen der Musikbranche weltweit zur Einhaltung fairer Verträge mit Künstlern und erklären eine gerechte Bezahlung für die Verwertung digitaler Musikwerke.
Im Dezember 2015 wurde das Abschlusskonzert der Europatournee der Band Guru Guru, die als Mitbegründer der Musikrichtung Krautrock gilt, für DVD und Blu-ray aufgezeichnet. Die Videoproduktion wurde erfolgreich über eine Crowdfunding-Aktion auf Startnext finanziert.

## Veröffentlichungen
| Jahr | Albumtitel                                    | Künstler                                       | Genre                          |
| ---- | --------------------------------------------- | ---------------------------------------------- | ------------------------------ |
| 2013 | SEPTAGON                                      | Werner Goos Trio                               | Jazz                           |
| 2014 | Talking Drums                                 | Mani Neumeier                                  | Instrumental, Psychodelic Rock |
| 2014 | I Can’t Stop The Voices In My Head            | Hans Reffert & Werner Goos                     | Blues                          |
| 2015 | ECHOSHOCK                                     | Mani Neumeier & Keeishi Miyashita              | Krautrock, Psychodelic Rock    |
| 2015 | Weltunnergangsblues - Sprechtiraden und Musik | Michael Bauer, Hans Reffert, Wolfgang Schuster | Lyrik, Blues                   |
| 2015 | Blueswolf                                     | Wolfgang Schuster                              | Blues                          |
| 2015 | GURU GURU – Live In Concert (DVD/Blu-ray)     | Guru Guru                                      | Rock                           |